# ماتيا باساريني
ماتيا باساريني (بالإيطالية: Mattia Passarini)‏ (29 يوليو 1980 بفيرونا في إيطاليا - ) هو لاعب كرة قدم إيطالي في مركز حراسة المرمى. لعب مع كييفو فيرونا ونادي أنكونا ونادي ساسولو ونادي كريمونيسي وA.C.D. Città di Vittoria ‏ وASD Paternò Calcio ‏.

## وصلات خارجية
- ماتيا باساريني على موقع قاعدة بيانات كرة القدم.إي يو (الإنجليزية)